# Online Marketing Service
Die OMS Online Marketing Service GmbH & Co. KG ist der Zusammenschluss von 33 regionalen Tageszeitungsverlagen und Medienhäusern zur nationalen Vermarktung ihrer Online-Angebote. Das Unternehmen wurde im Dezember 1996 gegründet und hat seinen Sitz im Düsseldorfer Medienhafen. Seit Dezember 2015 ist sie in Besitz der  Ströer SE & Co. KGaA.

## Geschichte
Die OMS wurde von 15 Tageszeitungsverlagen gegründet. Inzwischen sind 34 Tageszeitungsverlage mit etwa 150 Onlineauftritten in der OMS engagiert. Die OMS erreicht laut AGOF monatlich über 12 Mio. Unique User (AGOF internet facts 2009-III) und belegt damit die Spitzenposition unter den deutschen Nachrichtenangeboten im Internet. Neben dem Netz von Online-Tageszeitungen umfasst die OMS ein eigenes Video-Netzwerk mit stetig wachsender Reichweite. 2008 gründete das Unternehmen die OMS Vermarktungs GmbH & Co. KG als 100-prozentige Tochter, um auch verlagsfremde Angebote wie z. B. Radio Marketing Service oder Stadtportale vermarkten zu können.

## Das OMS-Verlagsnetzwerk
Das Verlags-Netzwerk der OMS besteht aus den redaktionellen Internetangeboten von rund 150 Tageszeitungen und führenden Stadt- sowie Regionalportalen. Das Portfolio zeichnet sich durch zahlreiche Premiumseiten und hochwertige Themenumfelder aus. Neben der nationalen, flächendeckenden Schaltung ermöglicht OMS auch regionale Zielgruppenansprache nach Nielsengebieten, Bundesländern oder Ballungsräumen. In den parallel vermarkteten sozialen Netzwerken und Anzeigenmärkten können Werbetreibende aktive Nutzer und kaufinteressierte Konsumenten erreichen.

## Das OMS-Video-Netzwerk
Im Video-Netzwerk bietet die OMS auf über 120 Seiten Optionen für Online Video Advertising.